# Benedetto Montagna
Pour les articles homonymes, voir Montagna.

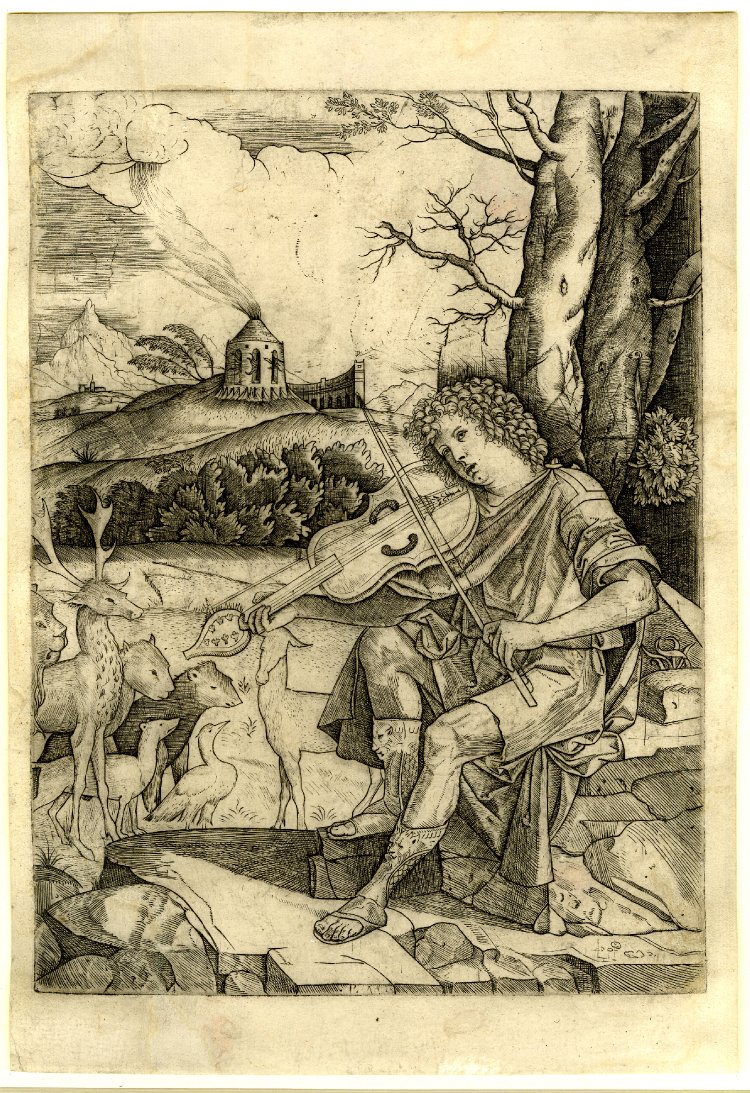
Gravure d'Orphée.

Benedetto Montagna, né vers 1480 et mort vers 1555/1558, est un graveur et peintre italien.
Ses quelque 53 estampes semblent avoir été produites dans la période allant d'environ 1500 jusqu'à la mort de son père en 1523, date à laquelle il hérite de l'atelier ; au cours de ces années, il est « le graveur le plus prolifique de sa génération en Italie du Nord ». Il dirige l'atelier au moins jusque dans les années 1540, mais ses peintures prennent du retard par rapport au développement des styles italiens, car elles suivent largement le style de son père, avec moins de succès. Beaucoup sont perdues. Ses estampes sont généralement considérées comme plus importantes par les historiens de l'art,,,.
Il grave principalement des sujets de la mythologie classique, avec une période intermédiaire comportant de nombreux sujets religieux vers  1506-1512,,.

## Biographie

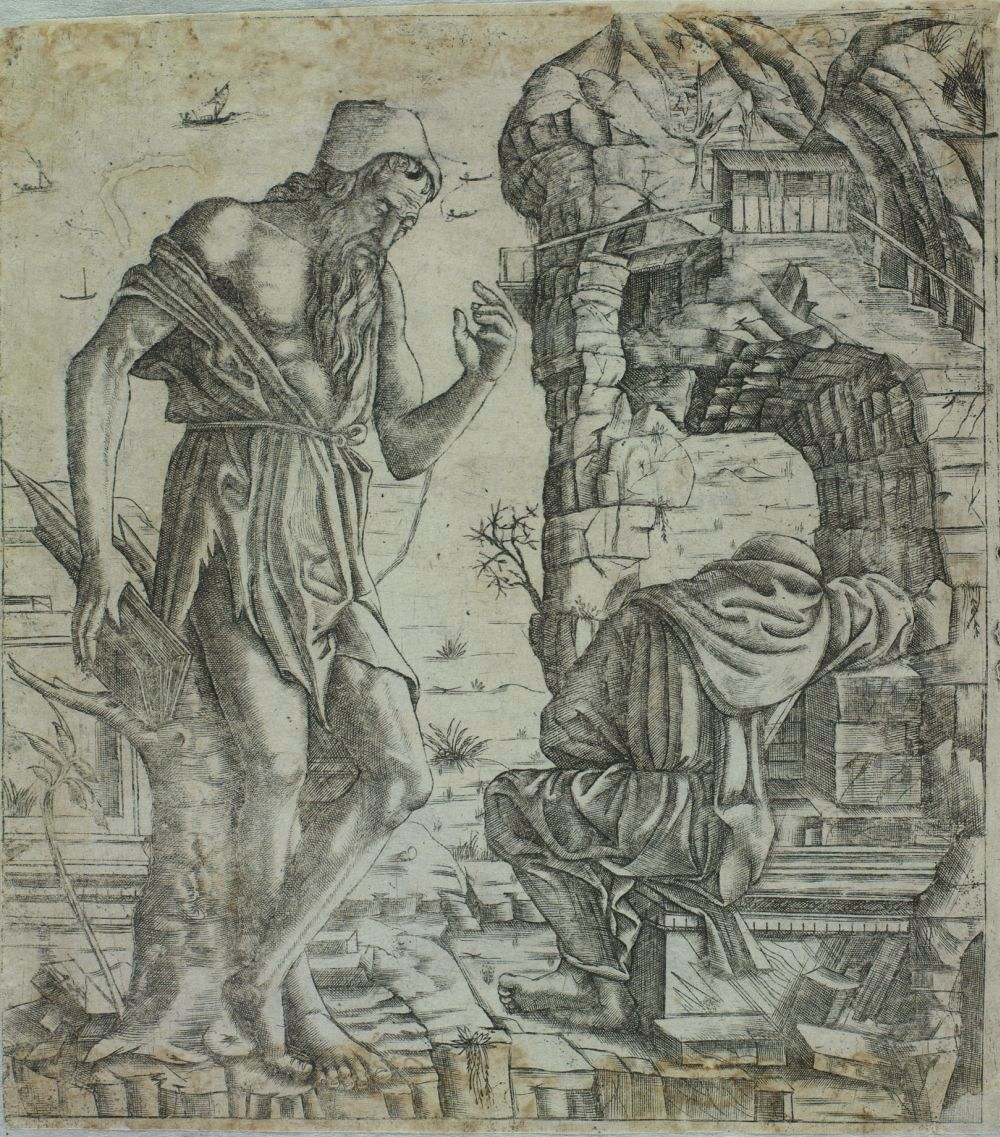
St Paul l'Ermite voit la mort de St Antoine l'Abbé, gravure

Né à Vicence, Benedetto Montagna est le fils du principal peintre de la ville, Bartolomeo Montagna, auprès de qui il se forme et peut-être, continue à travailler. Son grand-père paternel[Qui ?] s'appelle comme lui Benedetto Montagna.
Il reçoit une procuration pour son père en 1504, ce qui suggère une date de naissance vers 1480. Son père est payé en 1517 pour une peinture que Benedetto réalise au Palazzo del Podestà, à Vicence, siège du premier magistrat, Vicence étant depuis longtemps un territoire de la république de Venise. Par ailleurs, ses premières œuvres documentées sont des fresques, aujourd'hui perdues, pour une chapelle à Padoue, peintes en 1522. Les testaments de son père de 1521 et 1523 révèlent qu'il n'est alors pas marié mais qu'il a un fils illégitime. À la mort de son père en 1523, Benedetto reprend l'atelier. À ce moment-là, il est possible qu'il ait déjà cessé de faire des gravures. Sa dernière peinture documentée date de 1541, et il est certainement mort le 4 avril 1558.
Une statue de la Vierge à l'Enfant du Louvre lui a été attribuée. Le peintre Giovanni Speranza, brièvement mentionné par Vasari, est un collaborateur, qui a peut-être quelques années de plus.
En 2004, une exposition sur l'œuvre des deux Montagna, père et fils, s'est tenue dans la Villa Caldogno d'Andrea Palladio, près de Vicence.

## Estampes
Il travaille au burin dans le style gothique. Ses estampes sont pour la plupart relativement petites, le côté le plus long dépassant rarement 200 mm ou 8 pouces environ. Les figures sont souvent plus petites par rapport à la taille globale que dans d'autres estampes italiennes contemporaines. La plupart de ses estampes sont signées de son nom complet, contrairement aux initiales ou aux monogrammes utilisés par de nombreux graveurs de cette période. Tout comme Giulio Campagnola, les signatures envahissantes révèlent « une volonté manifeste de s'immiscer dans une image à des fins d'autopromotion ». Au total, 47 de ses tirages sont signés ou portent ses initiales.
Nombre de ses estampes empruntent des éléments à l'œuvre de son père, ou d'autres artistes, le plus souvent d'après leurs gravures. Comme d'autres graveurs italiens de cette période, sa technique et surtout ses fonds de paysages sont fortement influencés par Albrecht Dürer. Ces influences sont apparentes tout au long du développement de ses gravures, dont la séquence chronologique approximative est convenue, et certaines gravures sont des copies directes de leurs œuvres, ou presque. À mesure que son style se développe, les influences de Giulio Campagnola, Girolamo Mocetto et Marcantonio Raimondi apparaissent. À son tour, Benedetto Montagna influence Girolamo Mocetto, Nicoletto de Modène et Giovanni Antonio da Brescia,,,,.
Parmi ses sept estampes datées de vers 1515/1520, qui sont de proches reproductions de certaines des illustrations gravées sur bois d'une édition des Métamorphoses d'Ovide en italien publiée à Venise en 1497,. La Naissance d'Adonis est une huitième estampe ovidienne n'utilisant pas cette source ; comme dans de nombreuses estampes à sujets mythologiques, les deux femmes portent des vêtements essentiellement contemporains. Il y a des exemples de sujets nordiques courants qui sont très rares dans la gravure italienne de l'époque : une estampe d'un soldat, et une autre de paysans en train de se battre. On cite de lui également : le sacrifice d'Abraham, la Sainte famille, les Deux musiciens, Apollon et Midas, l'Homme assis près d'un palmier.

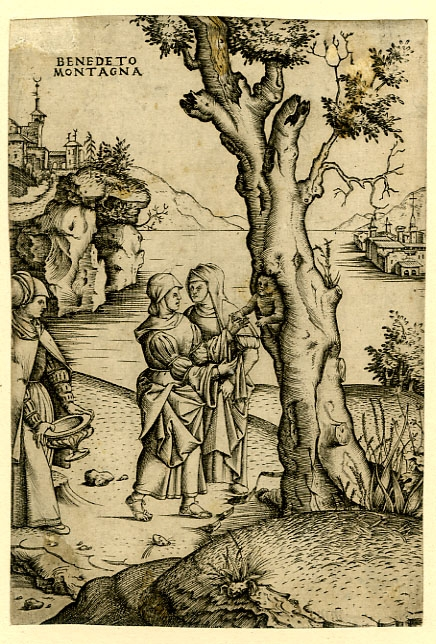
La Naissance d'Adonis, qui sort d'un arbre assisté de deux femmes.
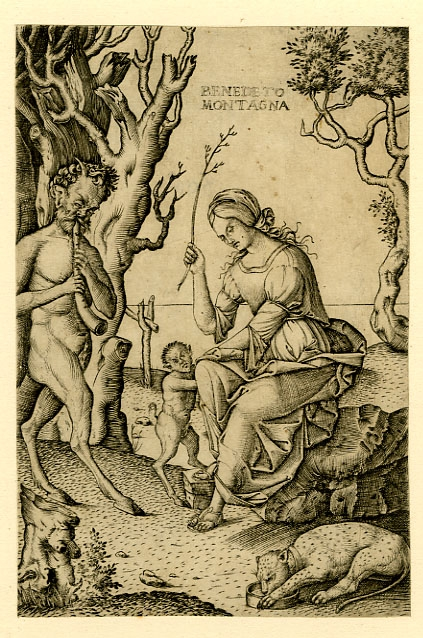
Une famille satyre.
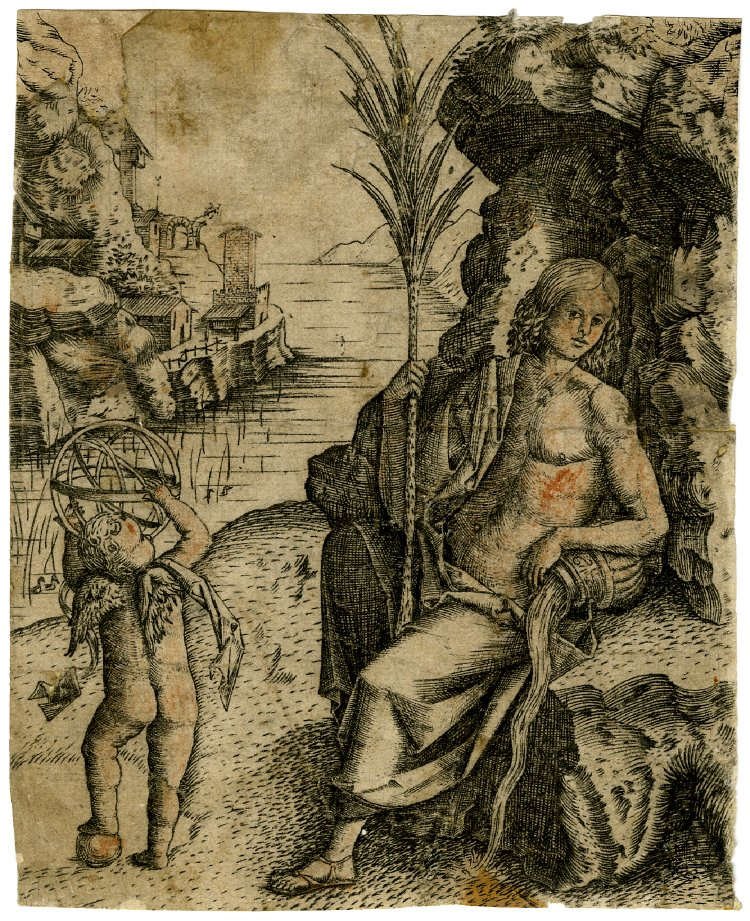
Un dieu de la rivière assis avec une urne qui coule, et un génie ailé à côté de lui.
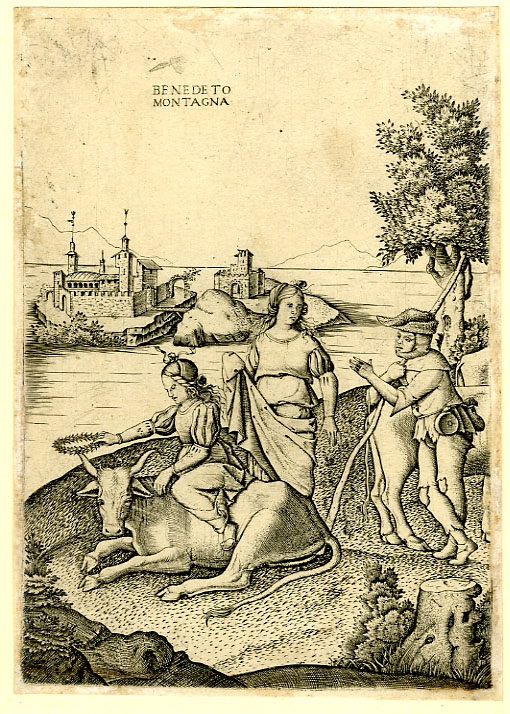
L'Enlèvement d'Europe, qui s'apprête à s'asseoir sur le taureau qui se fait couronner par un compagnon.
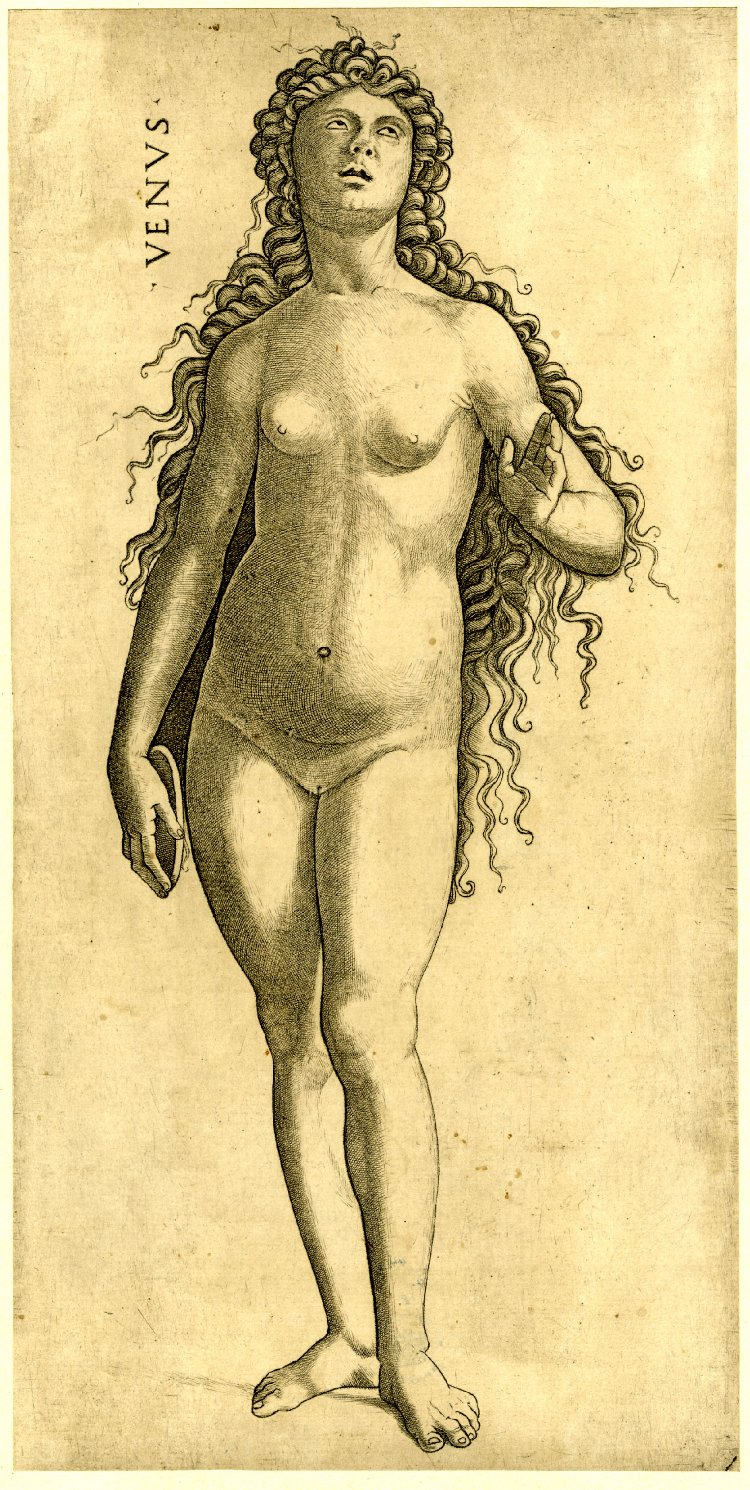
Vénus.
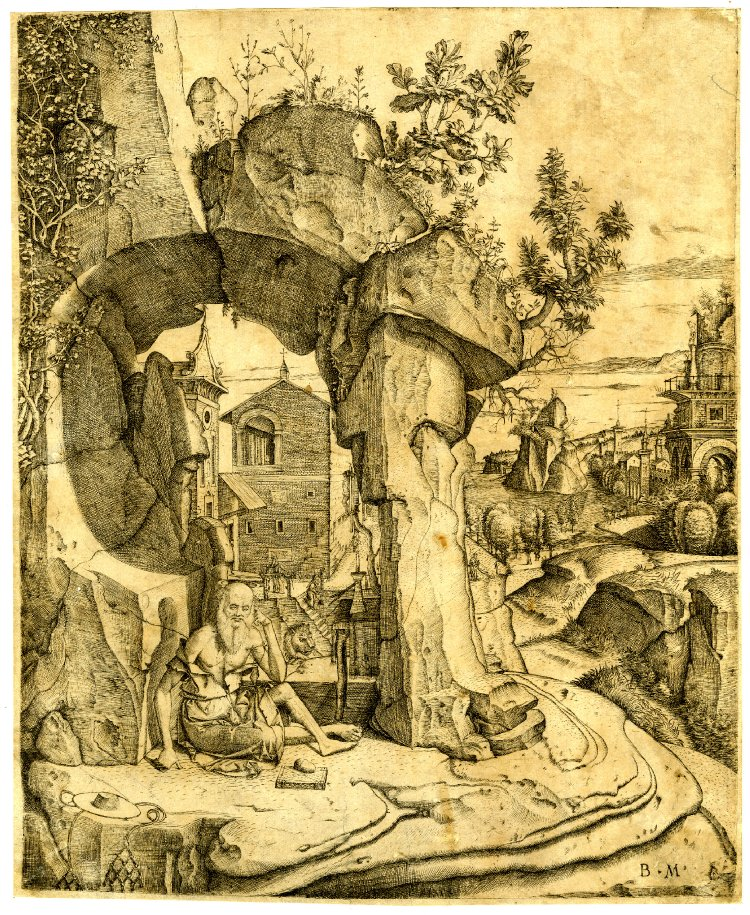
Saint Jérôme assis sous une arche de roche.
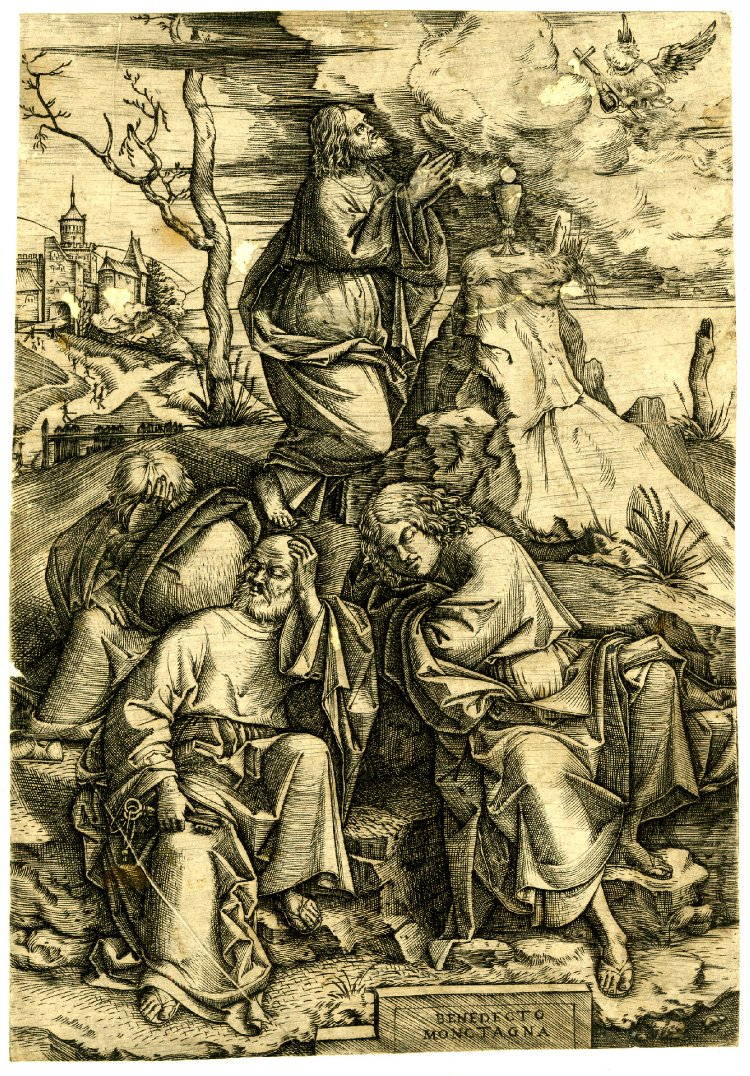
L'Agonie dans le jardin, v. 1506-07.
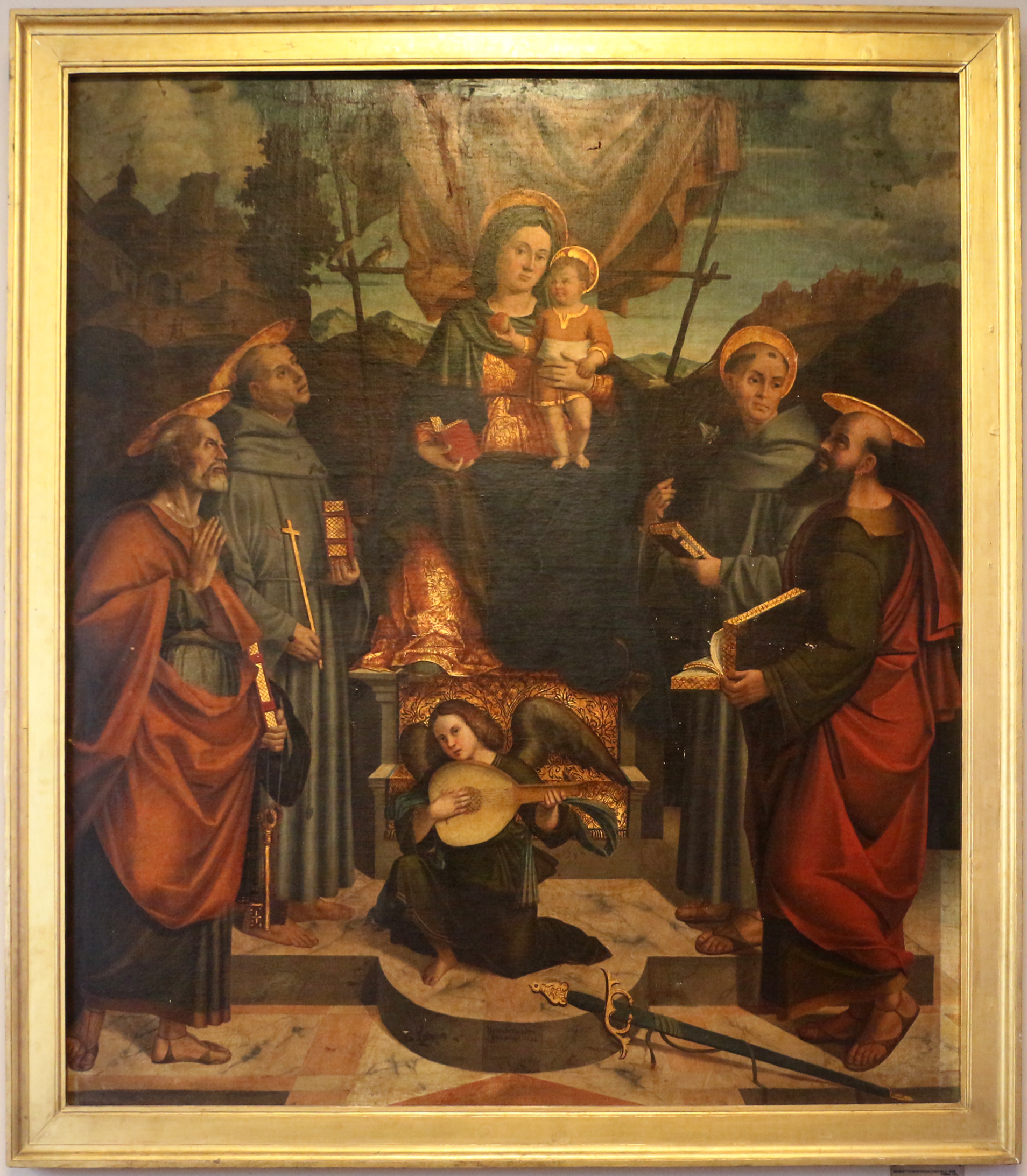
Vierge aux saints, tableau.